# Greg MacGillivray
Greg MacGillivray (ur. 1945) – amerykański reżyser filmowy, dokumentalista.

## Życiorys
Absolwent Newport Harbor High School z 1963. Był dwukrotnie nominowany do Oscara: w 1995 za reżyserię w kategorii Oscar za najlepszy krótkometrażowy film dokumentalny za The Living Sea oraz w 2000 za film Delfiny w tej samej kategorii. Zainicjował użycie dwóch nowych typów kamer przy kręceniu filmów dla sieci kin IMAX: szerokopasmowej (o zwolnionym tempie) oraz pierwszej przenośnej kamery odpornej na pogodę przy realizacji filmu na Mount Everest. W sierpniu 2005 przygotowywał film dokumentalny, egzaminując potencjalne skutki uderzenia huraganu na Nowy Orlean. Gdy pod koniec miesiąca Huragan Katrina uderzył na Luizjanę, filmowiec udokumentował kataklizm, rezygnując z tworzenia symulacji, jak wcześniej planował. W latach 60. XX w. MacGillivray założył wraz z Jimem Freemanem studio filmowe MacGillivray Freeman Films.

## Wybrana filmografia
- Arktyka 3D (2012)
- Arabia 3D (2011)
- Hollywood Don't Surf! (2010)
- Wielki Kanion 3D. Zagrożona rzeka (2008)
- The Alps (2007)
- Hurricane on the Bayou (2006)
- Coral Reef Adventure (2003)
- Wyprawa do niezwykłych jaskiń (IMAX 2D) (2001)
- Adventures in Wild California (2000)
- Delfiny (2000)
- Everest (1998)
- The Living Sea (1995)
- Speed (1984)
- The Shining (1980)
- To Fly! (1976)
- Magic Rolling Board (1976)
- The Sunshine Sea (1973)
- Five Summer Stories (1972)